# نیسان ۲۸۰زدایکس

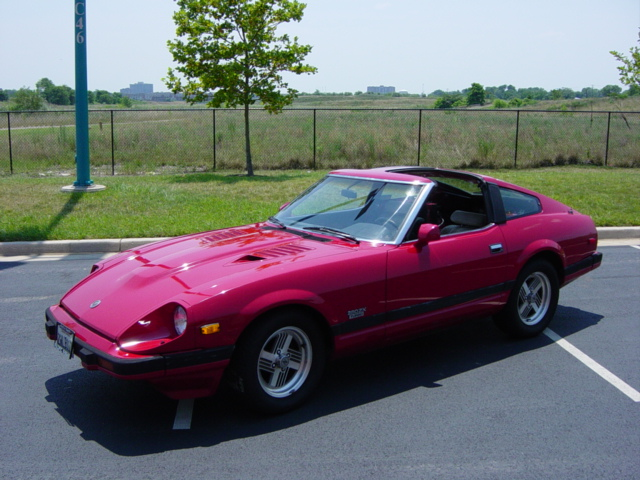

نیسان ۲۸۰زدایکس (Nissan ۲۸۰ZX) خودرویی است که در سال‌های ۱۹۷۹ تا ۱۹۸۳در ژاپن تولید شده‌است. طراحی آن خودروهای موتور جلو-محور عقب بوده طول آن در حالت طبیعی ۴٬۴۲۰ میلیمتر (۱۷۴٫۰ اینچ) و وزن آن در حالت طبیعی ۱٬۲۸۱ کیلوگرم (۲٬۸۲۴ پوند) است. سیستم جعبه‌دندهٔ آن ۳ دنده به دو صورت خودکار و دستی است.